# Secondatia duckei
Secondatia duckei är en oleanderväxtart som beskrevs av Markgr.. Secondatia duckei ingår i släktet Secondatia och familjen oleanderväxter. Inga underarter finns listade i Catalogue of Life.